# Teonomia
Teonomia (z gr. theós - bóg, nómos - prawo) – w chrześcijaństwie oznacza Prawo Boże tak, jak zostało ono wyrażone wprost lub wyinterpretowane z Biblii.
Pojęcie to poza tym znaczeniem szeroko stosowane jest w kręgach chrześcijańskiego rekonstrukcjonizmu w USA, znanych ze swych prób wprowadzenia praw i etyki Starego Testamentu do współczesnego społeczeństwa.